# 望月佳一
望月 佳一（もちづき よしかず、1996年3月17日 - ）は、東京都出身の元子役。
特技は剣道・合唱、趣味は和太鼓・カラオケ。

## 出演

### テレビドラマ
- ちびまる子ちゃん - 富田太郎（ブー太郎） 役
- ちびまる子ちゃん2 - 富田太郎（ブー太郎） 役
- ジョシデカ
- いただきマッスル

### 映画
- クリフォード・ザ・ムービー

### CM
- ネクソン「BnB」

#### ネットムービー
- パナソニック P903iX 高速ティーチャーちあき先生 - 江戸川君役